# برايان كوبر (عداء سريع)
برايان كوبر (بالإنجليزية: Brian Cooper)‏ هو عداء سريع أمريكي، ولد في 21 أغسطس 1965 في بورتسموث في الولايات المتحدة.

## وصلات خارجية
- برايان كوبر على موقع الاتحاد الدولي لألعاب القوى (الإنجليزية)